# 조현천
조현천(趙顯千, 1959년 1월 5일~)는 대한민국 제42대 국군기무사령관을 역임한 예비역 육군 중장이다.

## 생애
경상북도 예천군에서 태어났으며, 대구고등학교 졸업 이후 육군사관학교에 임관하여, 인사 분야에서 근무하였다. 하나회와 유사한 알자회의 일원으로 잘 알려져 있다. 2017년, 박근혜 정부가 박근혜-최순실 게이트로 정치적 위기를 맞이하고, 박근혜 대통령 탄핵 선고를 기다리는 가운데, 이를 저지하기 위해서 특전사 1400명·장갑차 550대를 동원하여 계엄령을 선포하는 준비를 하였다는 사실이 발각되었다.

### 계엄령 준비 발각 이후
육군 중장으로 전역하고 3개월이 지난 2017년 12월 미국으로 떠난 뒤 계엄령 문건의 작성한 혐의와 관련하여 군검 합동수사단에 "미국에서 개인적인 신상 문제가 정리되는 대로 최대한 빨리 귀국해서 수사를 받겠다"는 형식적인 말만 할 뿐 현재까지 귀국하지 않으며, 사실상 해외로 도피하였다. 이에 대한민국 외교부는 2018년 11월 15일에 조현천의 여권을 무효화 하였다. 군경 합동수사단은 2018년 11월 7일에 "조현천 전 사령관이 잡힐 때까지 수사를 중단한다"고 발표했다.

### 현상 수배
2018년 7월부터 현상금 500달러를 내걸고 조현천을 쫓고 있는 북미 민주포럼(대표 강준화)은 12월 4일에  "지난달 조현천을 그라나다 힐스에서 봤다는 제보를 받았다"며 "본국 기자들은 물론 현지 한인들이 그의 행적을 추적하는 과정에서 단서가 나왔다"고 밝혔다.
조현천의 친형이 목회 활동을 하는 시카고에 은신하다, 지난달 또 다른 친형이 거주하는 캘리포니아 로스앤젤러스 밴나이즈로 옮겼다. 그 뒤 조카들이 살고 있는 캘리포니아주 로스앤젤러스 그라나다 힐스로 옮겨 은신하고 있다"고 밝혔다.
2018년 12월 3일에 군인권센터가 "군·검 합동수사단의 수사를 피해 미국으로 도피한 뒤 각종 증거를 인멸하고 있는 조현천 전 사령관을 시민의 힘으로 잡겠다"고 밝히면서 현상금 3000만원을 걸었다.
민주평화당 김광수 의원은 11월 15일 군인연금 수급자의 연금지급 정지 범위를 해외 도피, 도주 또는 소재불명에 의한 기소중지 결정 등의 사유로 수사진행이 어려운 경우까지 확대하는 군인연금법 일부개정법률안) 대표 발의했다.
국방부 고위 관계자는 "군인연금법 관련 시행령 개정을 신중하게 검토하고 있다"며 "국무회의에서 시행령 개정안이 의결되면 조현천 전 기무사령관 등 수사를 피해 해외도피중인 군인들에게 지급되는 연금을 당장 차단할 수 있게 된다”고 말했다 2020년 1월 조현천 전 기무사령관의 대한 군인 연금지급이 중단되었다.

### 귀국
문재인 정부 임기 동안 잠적하여 모습을 보이지 않다가, 윤석열 정부 등장 이후 계엄령 문건의 진실을 밝히겠다고 모습을 드려내며 귀국하였다. 귀국과 동시에 지명 수배가 해제되며, 지급받지 못했던 연금을 일시불로 2억 정도 수령하였다.

## 경력
- 2008년 11월~2009년 4월 대한민국 육군 인사사령부 인사운영처 처장
- 2009년 4월~2011년 4월 대한민국 육군본부 인사참모부 인사기획처 처장
- 2011년 4월~2013년 4월 대한민국 육군 제8보병사단 사단장
- 2013년 4월~2014년 5월 육군학생군사학교 교장
- 2014년 5월~2014년 10월 국군사이버사령부 사령관
- 2014년 10월 대한민국 육군 중장
- 2014년 10월~2017년 9월 국군기무사령부 사령관

## 수상
- 2006년 대통령 표창
- 2013년 보국훈장 천수장

## 같이 보기
- 반란
- 국군기무사령부 계엄령 준비 사건
- 2024년 대한민국 비상계엄